# Ioan Oncea
Ioan Oncea (n. 19 noiembrie 1936) este un fost deputat român în legislatura 1990-1992, ales în județul Harghita pe listele partidului FSN.